# Bézu-le-Guéry
Bézu-le-Guéry ist eine französische Gemeinde  mit 250 Einwohnern (Stand: 1. Januar 2022) im Département Aisne in der Region Hauts-de-France. Sie gehört zum Arrondissement Château-Thierry und zum Kanton Essômes-sur-Marne. Die Einwohner werden Bézuyats genannt.

## Geografie
Die Gemeinde Bézu-le-Guéry liegt in einem kleinen Seitental der Marne an der Grenze zum Département Seine-et-Marne, etwa 23 Kilometer nordöstlich von Meaux. Umgeben wird Bézu-le-Guéry von den Nachbargemeinden Marigny-en-Orxois im Norden, Coupru im Nordosten, Domptin im Osten, Villiers-Saint-Denis im Osten und Südosten, Crouttes-sur-Marne im Südosten und Süden, Méry-sur-Marne im Süden, Sainte-Aulde im Südwesten und Westen sowie Montreuil-aux-Lions im Westen und Nordwesten.

## Bevölkerungsentwicklung
| Jahr                       | 1962 | 1968 | 1975 | 1982 | 1990 | 1999 | 2006 | 2013 | 2021 |
| Einwohner                  | 149  | 153  | 121  | 138  | 165  | 204  | 238  | 262  | 252  |
| Quellen: Cassini und INSEE |      |      |      |      |      |      |      |      |      |

## Sehenswürdigkeiten
- Kirche Saint-Rufin-Saint-Valère aus dem 15. Jahrhundert

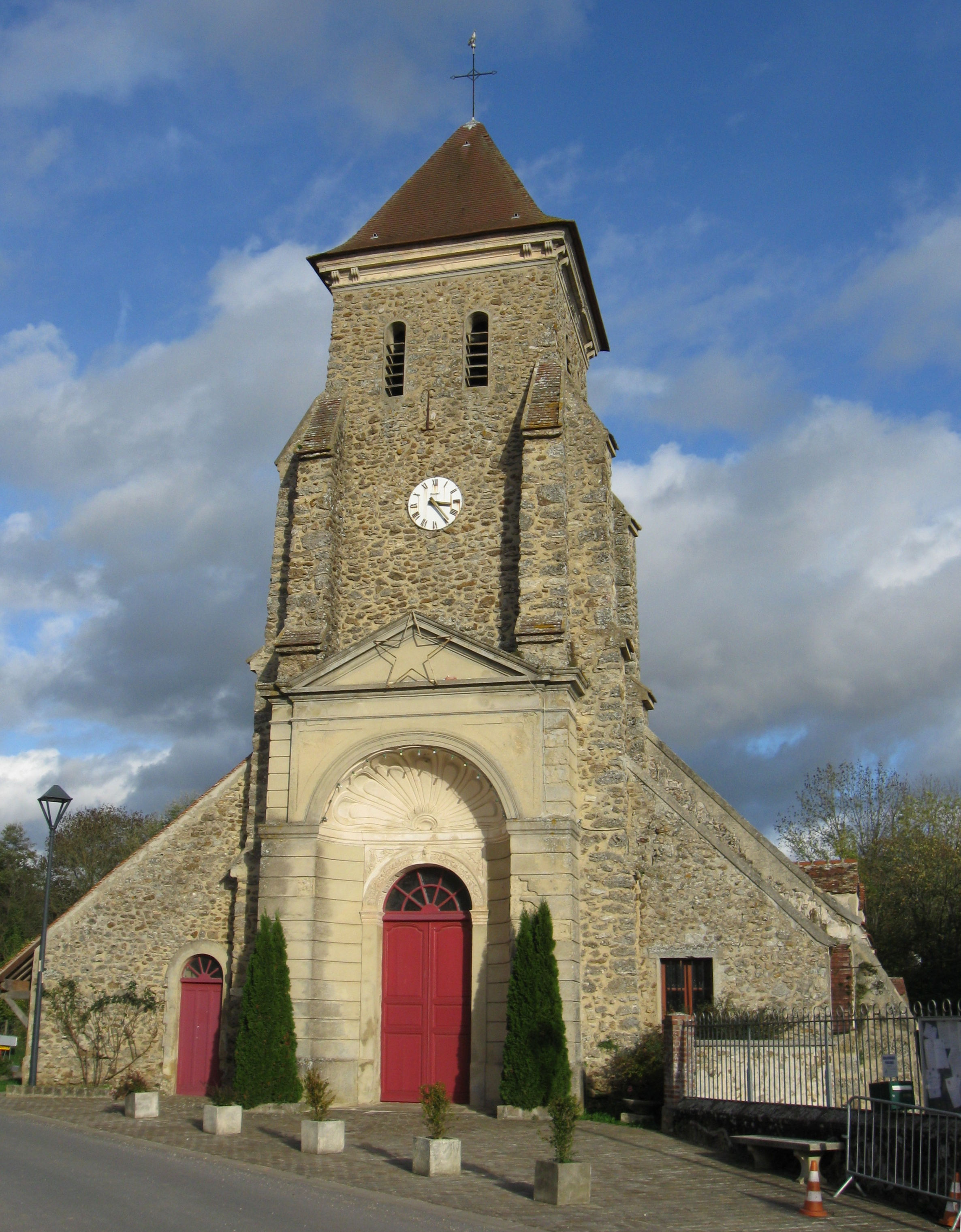
Kirche Saint-Rufin-et-Saint-Valère
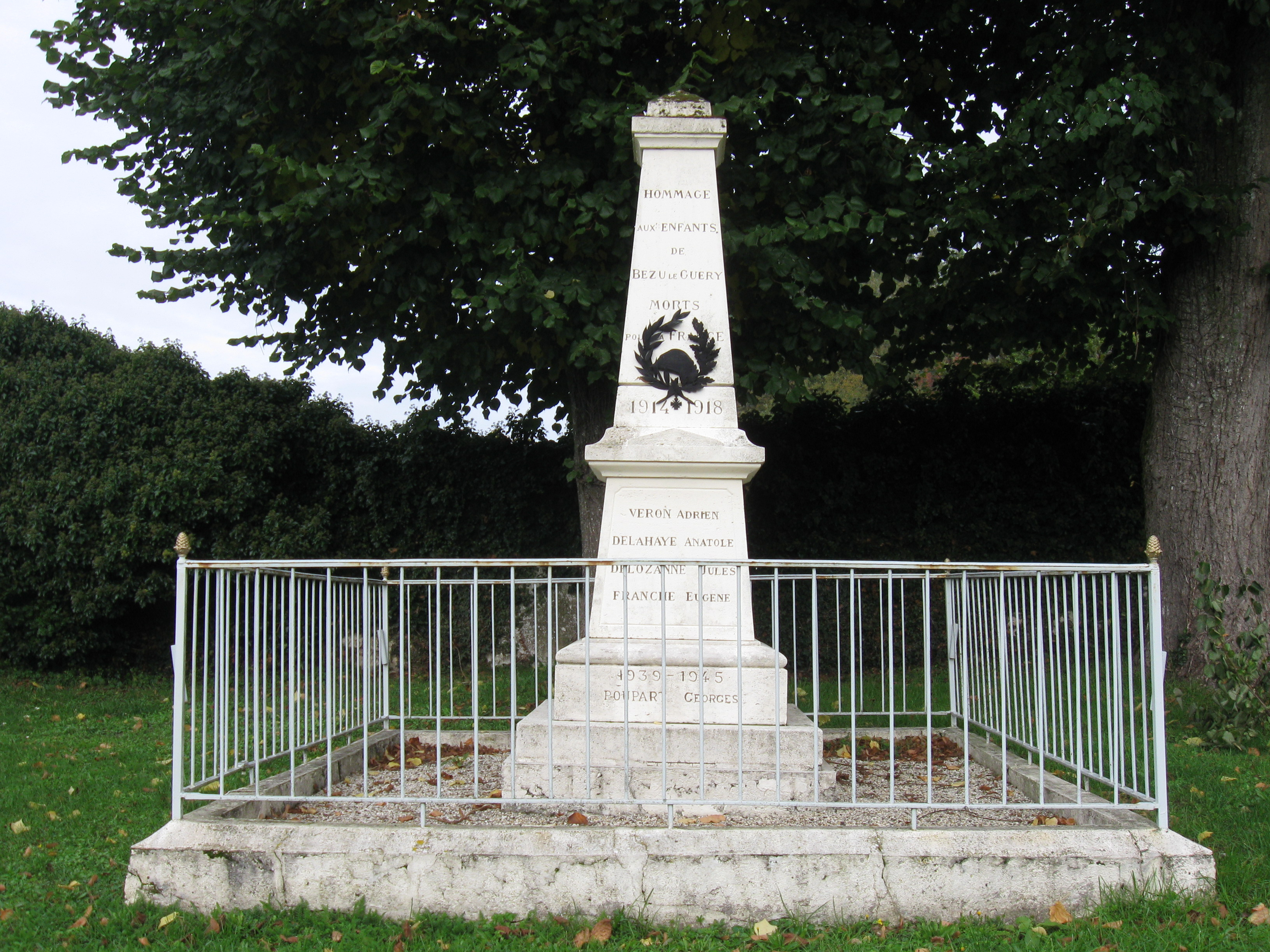
Gefallenendenkmal